# V884 Геркулеса
V884 Геркулеса (лат. V884 Herculis) — поляр***, двойная катаклизмическая переменная звезда типа AM Геркулеса (XM) или (AM) в созвездии Геркулеса на расстоянии приблизительно 375 световых лет (около 115 парсек) от Солнца. Видимая звёздная величина звезды — от +15,3m до +14,5m. Орбитальный период — около 0,07848 суток (1,8835 часа).
Открыта Йохеном Грайнером в 1995 году**.

## Характеристики
Первый компонент — аккрецирующий белый карлик. Эффективная температура — около 8071 K.